# 乌尔韦尔德尔卡斯蒂略
乌尔韦尔德尔卡斯蒂略，是西班牙卡斯蒂利亚-莱昂布尔戈斯省的一个市镇。总面积31平方公里，总人口98人（2001年），人口密度3人/平方公里。